# Werner Meier (Künstler)

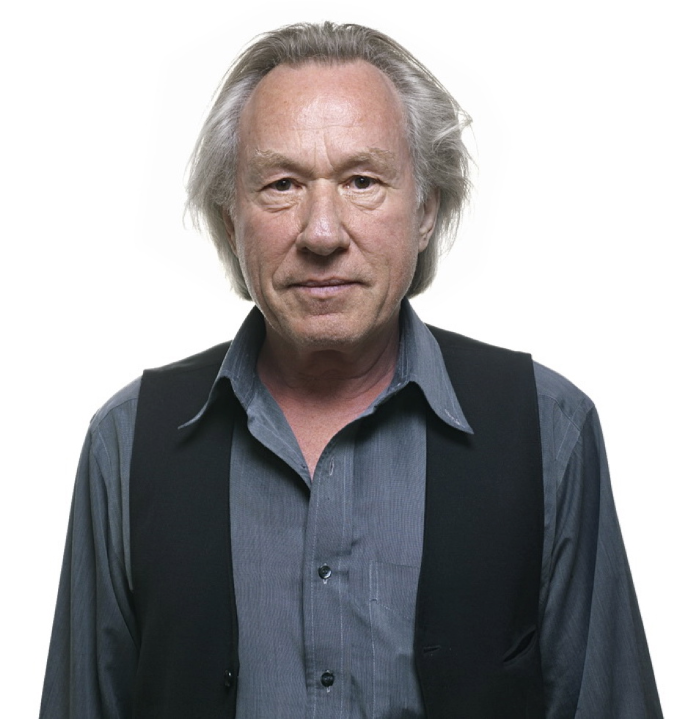
Werner Meier, 2016

Werner Meier (* 2. September 1943 in Zell, Kanton Luzern) ist ein Schweizer Künstler und Schulleiter.

## Leben und Wirken
Werner Meier besuchte von 1961 bis 1966 die Kunstgewerbeschule Luzern (heute Hochschule für Gestaltung und Design) und bildete sich 1968 an der Staatlichen Kunstakademie Düsseldorf weiter. Von 1976 bis 1987 war er Leiter der Zeichenschule Luzern.
Meier lebt und arbeitet hauptsächlich in Luzern.

## Stipendien und Preise
- 1970, 1972: Kiefer Hablitzel Stipendium
- 1971: Preis der Presse Jahresausstellung Kunstmuseum Luzern
- 1972, 1974: Eidgenössisches Kunststipendium, (heute Swiss Art Award)
- 1973: Jubiläumsstiftung Schweizerische Volksbank
- 1973–1974: Mitglied des Schweizer Institutes Rom
- 1974: Anerkennungspreis der Stiftung Landes & Gyr
- 1975: Preis der Stiftung für die graphische Kunst in der Schweiz

## Einzelausstellungen (Auswahl)
- 1974, 1994, 2016[1]: Kornschütte Luzern
- 1987: Galerie Priska Meier, Zell, Interpretationen von Interpretationen
- 1995: Rathaus Willisau
- 1997: Galerie Pavillon Werd Zürich
- 2004: Kunstpanorama Luzern
- 2006: Kunstmuseum Luzern, Have a Nice Day
- 2010: Sust Stansstad